# Young Lust: The Aerosmith Anthology

Young Lust:The Aerosmith Anthology est un des best of du groupe américain Aerosmith.

## Disque 1
- Let The Music Do The Talking (3:46) Steven Tyler/Joe Perry
- My Fist Your Face (4:22) Steven Tyler/Joe Perry
- Shame On You (3:20) Steven Tyler
- Heart’s Done Time (4:42) Joe Perry/Desmond Child
- Rag Doll (4:25) Tyler/Perry/Vallance/Holly Knight
- Dude (Looks Like A Lady) (4:25) S. Tyler/J. Perry/Desmond Child
- Angel (5:07) Steven Tyler/Desmond Child
- Hangman Jury (5:33) S. Tyler/J. Perry/Jim Vallance
- Permanent Vacation (4:49) Steven Tyler/Brad Whitford
- Young Lust (4:19) S. Tyler/J. Perry/Jim Vallance
- The Other Side (4:06) Steven Tyler/Jim Vallance
- What It Takes (5:12) S. Tyler/J. Perry/Desmond Child
- Monkey On My Back (3:57) Steven Tyler/Joe Perry
- Love In An Elevator (5:22) Steven Tyler/Joe Perry
- Janie’s Got A Gun (5:27) Steven Tyler/Tom Hamilton
- Ain’t Enough (4:58) Steven Tyler/Joe Perry
- Walk This Way (5:11) Steven Tyler/Joe Perry

## Disque 2
- Eat The Rich 4:32 S. Tyler, Joe Perry, Jim Vallance
- Love Me Two Times 3:15 Densmore/Krieger/ Manzarek/Morrison
- Head First 4:42 S. Tyler, J. Perry, Jim Vallance
- Livin’ On The Edge - acoustic version 5:37 S. Tyler, Joe Perry, Mark Hudson
- Don’t Stop 4:02 S. Tyler, J. Perry, Jim Vallance
- Can’t Stop Messin’ 4:33 ST, JP, Jack Blades, Tommy Shaw
- Amazing - orchestral version 5:33 Steven Tyler and Richie Supa
- Cryin’ 5:05 S. Tyler, Joe Perry, Taylor Rhodes
- Crazy 5:11 S. Tyler, Joe Perry, Desmond Child
- Shut Up And Dance 4:49 ST, JP, Jack Blades, Tommy Shaw
- Deuces Are Wild 3:32 Steven Tyler and Jim Vallance
- Walk On Water 4:53 ST, JP, Jack Blades, Tommy Shaw
- Blind Man 3:56 S. Tyler, Joe Perry, Taylor Rhodes
- Falling In Love(Is Hard On The Knees) - live 3:25 Tyler, Perry, Glenn Ballard
- Dream On - live 4:45 Steven Tyler
- Hole In My Soul - live 5:48 Tyler, Perry, Desmond Child
- Sweet Emotion - live 5:51 Steven Tyler and Tom Hamilton